# Masa desnuda
En Teoría cuántica de campos, específicamente en  renormalización, la masa desnuda de una partícula elemental es el límite de su masa cuando la escala de la distancia se va acercando a cero {\displaystyle 0}.
De forma equivalente, la masa desnuda de una partícula elemental es el límite de su masa, cuando la energía de una colisión de partículas se acerca a {\displaystyle infinito}.

## Diferencias
Difiere de la  masa invariante como es comúnmente entendida porque la masa desnuda de una partícula elemental incluye la "ropa" de la partícula por pares de partículas virtuales que se crean temporalmente por los campos de fuerza alrededor de la partícula.

## Versiones
En algunas versiones de la teoría cuántica de campos, la masa desnuda de algunas partículas puede ser {\displaystyle +-} {\displaystyle infinito}.
En el modelo electrodébil usando el Bosón de Higgs, todas las partículas tienen una masa desnuda de cero {\displaystyle 0}.
Esto nos permite decir que: {\displaystyle m=m_{0}+\delta _{m}}, donde m denota la masa experimentalmente observable de la partícula, {\displaystyle m_{0}} su masa desnuda, y {\displaystyle \delta _{m}} el aumento de la masa debido a la interacción de la partícula con el medio o campo.